# Gary Burrell
Gary Burrell (24. srpna 1937 Stilwell, Kansas – 12. června 2019) byl americký podnikatel a filantrop. Byl spoluzakladatelem a emeritním předsedou správní rady společnosti Garmin.

## Mládí
Gary Burrell se narodil v roce 1937. Vystudoval bakalářský titul oboru elektrotechnika na Wichita State University a magisterský titul na Rensselaerově polytechnickém institutu.

## Kariéra
Burrell pracoval pro společnosti Lowrance Electronics a King Radio Corporation. Na počátku 80. let pracoval také pro AlliedSignal.
Společně s Minem Kao založil v roce 1989 společnost Garmin, která vyrábí navigační zařízení mimo jiné pro letectví a lodní dopravu. Někteří američtí vojáci používali GPS navigace společnosti Garmin už během války v Perském zálivu, přesněji při válce americké armády s iráckou, a to i přesto, že Garmin nikdy neměl smlouvu s armádou. Později se tato technologie rozšířila na americký trh a poskytovala navigaci na všech silnicích a dálnicích Spojených států.

## Filantropie
Burrell byl významným dárcem církevního společenství Indian Creek v Olathe v Kansasu.

## Osobní život
Burrell byl ženatý a měl tři děti. Žil v Spring Hill v Kansasu. V roce 2016 byl Burrell označen za miliardáře.